# Гана (Польща)
Гана (пол. Gana) — село в Польщі, у гміні Прашка Олеського повіту Опольського воєводства.
Населення — 552 особи (2011).
У 1975-1998 роках село належало до Ченстоховського воєводства.

## Демографія
Демографічна структура станом на 31 березня 2011 року:
|          | Загалом | Допрацездатний вік | Працездатний вік | Постпрацездатний вік |
| -------- | ------- | ------------------ | ---------------- | -------------------- |
| Чоловіки | 276     | 45                 | 191              | 40                   |
| Жінки    | 276     | 52                 | 163              | 61                   |
| Разом    | 552     | 97                 | 354              | 101                  |